# Pepe the Frog
Pepe the Frog, Sad Frog eller sad frog meme, är en mem på internet som först skapades som en enkel serietidningsfigur, en människoliknande grön groda, av amerikanen Matt Furie år 2005. Memen uppstod på internetforumet 4chan 2008. 
Pepe har använts som symbol av flera olika rörelser, bland annat av nationalistiska rörelser och i protester mot copyrightlagar, förtryck och censur som t.ex. vid protesterna mot EU:s artikel 13. Även den demokratiska rörelsen i Hongkong använder den som en symbol mot förtrycket i Kina.
En variant på Pepe är Groyper, som har använts åtminstone sedan 2015 och blev populär 2017. Groyper är en större och paddliknande grön figur som brukar avbildas med fingrarna sammanflätade under ansiktet. Groypermemen används i sin tur av den så kallade groyperrörelsen, som leds av Nick Fuentes.